# جزيرة بدين

## الموقع

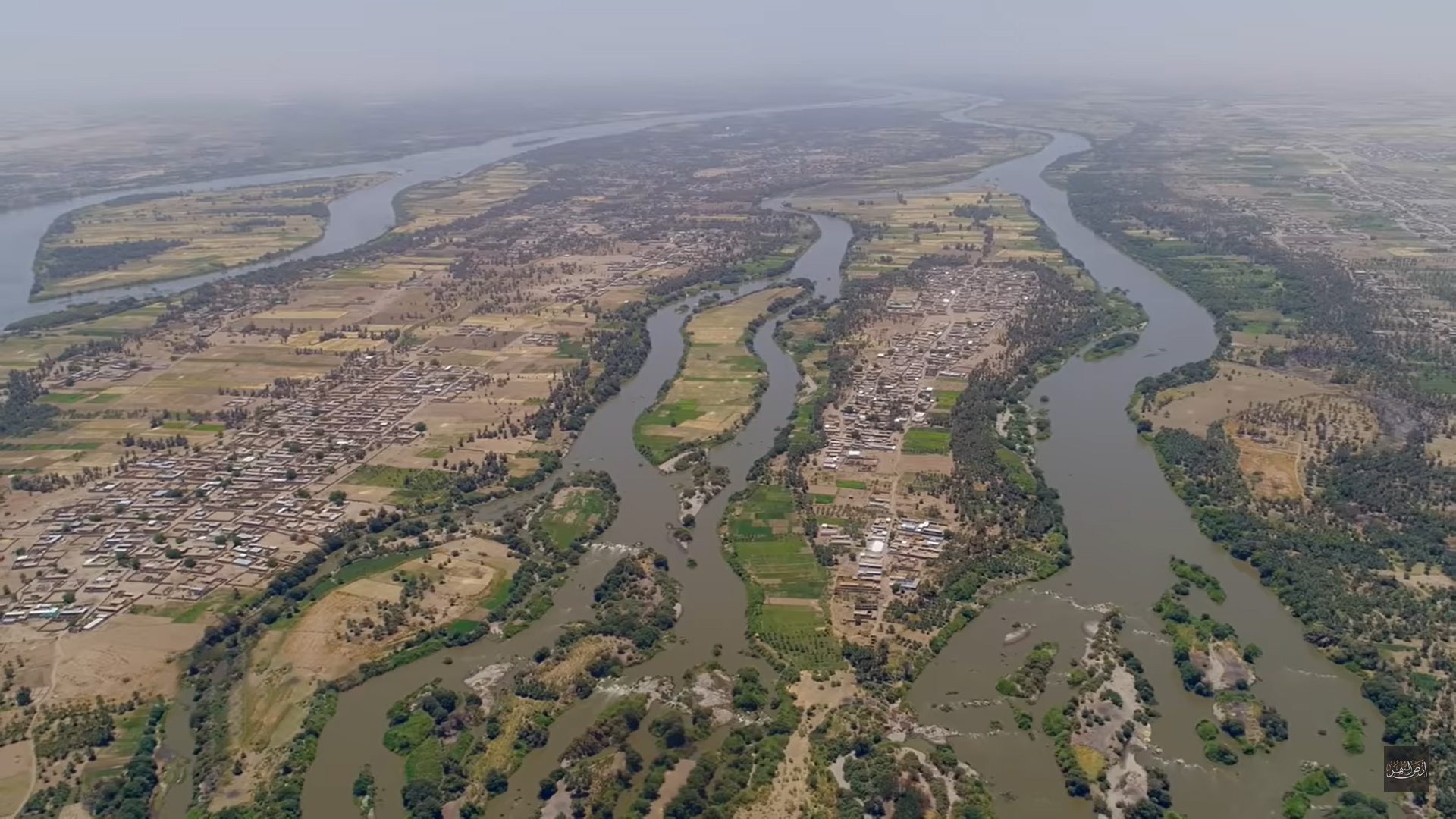
جزيرة بدين

تقع جزيرة بدين في الولاية الشمالية شمال مدينة دنقلا وهي من أكبر الجزر علي طول نهر النيل من حيث الكثافة السكانية حيث عدد سكانها يفوق 40 الف نسمة وثاني جزيرة في السودان من حيث المساحة حيث تمتد بطول يبلغ حوالي 21 كلم وعرض يبلغ 7 كلم. يحترف أهلها الزراعة، وجميع سكانها من النوبيين، واللغة النوبية هي اللغة الأساسية باللكنتين المحسية والدنقلاوية.

## التقسيم الإداري
جزيرة بدين مقسمة إداريا إلى شياخات شياخة شبّة شمالا وشياخة تُشي غربا وشياخة سُقدان شرقا وشياخة وابَيّة أو سلنارتي جنوبا

## المرافق العامة
جزيرة بدين بها ثمانية مدارس لمرحلة الأساس وثانويتان ومستشفى وخمسة مراكز صحية وسبعة عشر مسجدا وعدة خلاوي وأربعة رياض أطفال وخمسة أندية وثلاثة مشاريع زراعية 962 وابور 6 خيل وخمسة شبكات مياه من النيل.
وجزيرة بدين في الآونة الاخير وبالتحديد دخلت عليها شبكة الكهرباء في عام 2005 م وتمخض بسهامه برفع كفاءة الإنتاج من شتى المحاصيل.
هذا كداعم ثانوي فضلاً عن أبناءها في شتى بقاع المهجر كَداعم أساسي لأهل هذه الجزيرة بعد زراعة محاصيل القمح والفول والخضروات الأُخرى التي تشكل لهم غذاء ومباعاً يتعايشون منه.